# Gabriela Bennemann
Gabriela Renate Bennemann (* 21. Dezember 1961 in Kleve) ist eine deutsche Diplomatin. Sie ist seit September 2024 Botschafterin in Botswana.

## Werdegang
Bennemann legte 1981 das Abitur ab. Anschließend studierte sie Anglistik und Germanistik an der Rheinischen Friedrich-Wilhelms-Universität Bonn und an der University of Tennessee. 1988 legte sie den Magister, 1989 das erste Staatsexamen für das Lehramt ab.
1990 begann Bennemann ihre Laufbahn im Auswärtigen Amt. Ihre Auslandseinsätze führten sie an die Botschaft in Dhaka, an die Botschaft in Santiago de Chile, an die Botschaft in London, an das Deutsche Generalkonsulat in St. Petersburg, an die Ständige Vertretung der Bundesrepublik Deutschland bei den Vereinten Nationen in Genf, an die Botschaft in Belgrad, an die Botschaft in Jaunde und schließlich an das Deutsche Generalkonsulat in Chicago. Zwischenzeitlich war sie auch Ausbildungsleiterin an der Akademie Auswärtiger Dienst.
Im September 2024 wurde Bennemann als Nachfolgerin von Margit Hellwig-Bötte Botschafterin in Botswana und Leiterin der Botschaft in Gaborone.